# 西維埃拉 (佛羅里達州)
西維埃拉（英語：Viera West）是位於美國佛羅里達州布里瓦德縣的一個人口普查指定地區。

## 地理
西維埃拉的座標為28°14′51″N 80°44′16″W / 28.24750°N 80.73778°W，而該地最高點為海拔高度8米（即25英尺）。

## 人口
根據2010年美國人口普查的數據，西維埃拉的面積為23.40平方千米，當中陸地面積為23.30平方千米，而水域面積為0.10平方千米。當地共有人口6641人，而人口密度為每平方千米283人。